# 高地山岳猟兵小隊

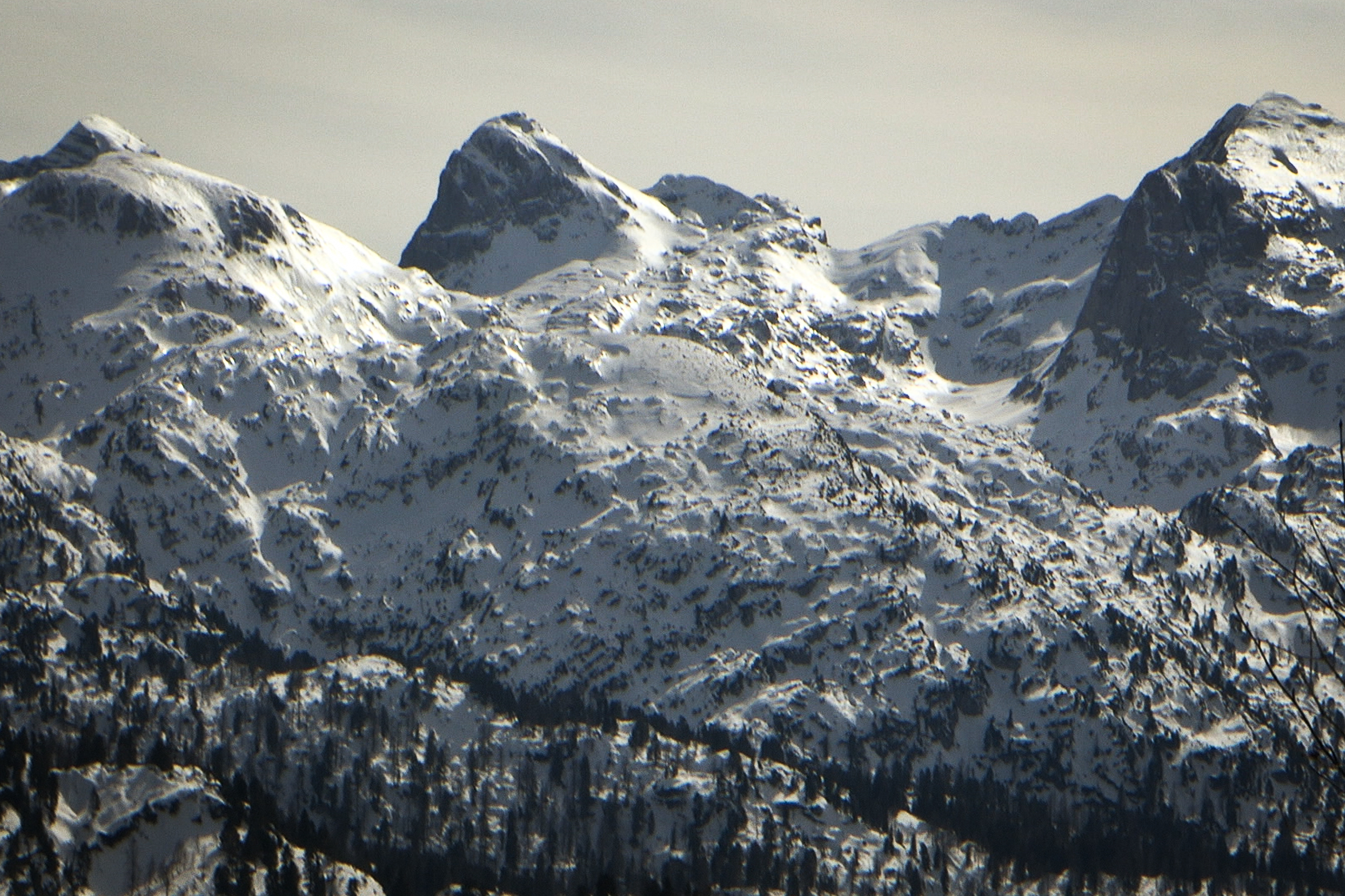
ライターアルム。ドイツ連邦軍山岳猟兵の訓練場

高地山岳猟兵小隊（こうちさんがくりょうへいしょうたい、ドイツ語：Hochgebirgsjägerzug）は、ドイツ連邦陸軍の各山岳猟兵大隊に所属する特殊小隊の一つ。

頑健な肉体と持久力を持ち、登山とスキーの技術に秀でた選抜された隊員によって構成されている。
その担当任務は、通常の山岳猟兵部隊より広範囲にわたる。
第230山岳偵察大隊(在フュッセン)第3軽偵察中隊に所属する高地山岳猟兵小隊は偵察任務を最優先としており、高山地帯をはじめとする非常に困難な地形、あらゆる気候地域での活動が想定されていることで、その専門性から高地山岳猟兵小隊のなかでも抜き出た部隊となっている。

## 所属と編制
ドイツ連邦陸軍の山岳猟兵大隊には全て高地山岳猟兵小隊が配属されている。
現在は、第231山岳猟兵大隊(在バート・ライヘンハル)、第232山岳猟兵大隊(在ビショフスヴィーゼン＝シュターブ)、第233山岳猟兵大隊(在ミッテンヴァルト)に配属されており、これらの大隊は全て第23山岳猟兵旅団に所属している。

平時の高地山岳猟兵小隊は、山岳猟兵大隊の本部と補給中隊の一部であるが、有事には大隊長の直属となる。

通常の歩兵小隊と同様に、小隊は三分割され三分隊に編成される。小隊長と分隊長は陸軍山岳ガイド(ドイツ語：Heeresbergführer)の資格を持つ。

## 任務
高地山岳猟兵小隊の作戦領域は、軍事戦闘（極暑、極寒などの特殊気候下における戦闘、高山をはじめとする通行困難な急峻地形における戦闘）、後続部隊のためのロープ路（事前計画に基づくもの、または臨時的な救助用）の設置などである。

遭難事故発生時には、高山地帯における民間救助活動を支援する。

## 訓練
高地山岳猟兵小隊の入隊候補者は2日間の厳格な入隊試験を受けねばならず、試験には体力テスト(一時間で750mの登攀)、スキー試験、登山試験が含まれる。

国際山岳連盟5級の資格が必要である。
また、高い精神安定性も要求されている。

これらの選抜過程を経ることで、山岳兵たちの間における高地小隊員(ドイツ語：Hochzügler)という呼び名は、選び抜かれた優秀な山岳兵のみで占められる隊の一員を示すものとなるのである。

特殊部隊として、高地山岳猟兵小隊には特別な訓練（通常の軍事訓練に加え、臨時的または計画的な山岳救助、自然地形における位置評定、戦場での生存技術など）が課される。
また、登山技術は常に教練されている。

体力向上のため、山岳での行軍や走行は日常訓練の重要な一部となっている。

高地山岳猟兵小隊は実戦部隊として、高山地帯おける攻撃と防御、偵察のみならず、奇襲、待ち伏せなどの特殊作戦も重要な任務である。

## 装備
高地山岳猟兵小隊には特殊任務を遂行するのに十分な、広域に渡る最新装備が与えられている。
標準装備のG36アサルトライフルに加え、あらゆる登山装備、スキー用具、氷結登山用装備が与えられ、それらは通常の山岳猟兵に与えられる装備よりも専門的で広範囲にわたるものである。

また、高地山岳猟兵小隊には、特に山岳救助用装備として、ゾンデ棒、応急スキー接続具、アバランチショベル、各種舟形ソリ(UT2000など)が配備されている。

輸送用車輌としてウニモグ406、Bv.206、Wolfが配備されている。

## 仲間意識
高山地帯で活動する兵士は、訓練中などに山岳地帯特有の危機に直面することがとりわけ多い。

よって仲間と協力しながら、これらの危機をよく認知して慎重に評価し、熟慮、予測、安全性評価等を通して、いかにしてこれらの危機を回避、または予測可能な範囲で低減させ得るかを学ぶことになる。

これには、危機に立ち向かう各個人の強固な精神と頑健な肉体だけでなく、各集団内における良好な協調関係が必要となる。

そのため、高地山岳猟兵小隊員にはとりわけ強固な仲間意識が育ちやすく、それは上官と部下の間においても、ドイツ連邦軍退役後においても見られる。